# Przybyłeś z Gwiazd
Przybyłeś z Gwiazd (kor. 별에서 온 그대, MOCT: Byeoreseo on geudae, dosł. Tyś, który przybył z gwiazd; znana także jako: My Love From Another Star) – 21-odcinkowy południowokoreański dramat emitowany przez SBS od 18 grudnia 2013 do 27 lutego 2014 w środy i czwartki. Główne role odgrywają w nim Kim Soo-hyun oraz Jun Ji-hyun. Ta para aktorów pracowała wcześniej wspólnie w filmie The Thieves.
Pierwotnie serial został rozplanowany na 20 odcinków, lecz z powodu silnych nacisków ze strony fanów zdecydowano się na rozciągnięcie akcji serialu o dodatkowy odcinek.
Na ceremonii rozdania nagród Baeksang Arts w 2014 roku, za rolę w tym serialu Jun Ji Hyun zdobyła najbardziej prestiżową nagrodę zwaną Daesang. Oprócz tego aktor Kim Soo Hyun otrzymał nagrodę w kategorii najpopularniejszy aktor. Uhonorowana również została piosenka ze ścieżki dźwiękowej do dramy autorstwa Lyn pt. My Destiny.
Serial jest dostępny z napisami w języku polskim za pośrednictwem platformy Viki, pod tytułem Przybyłeś z Gwiazd.

## Fabuła
Drama opowiada o kosmicie który przybył na Ziemię gdy w Korei rządziła dynastia Joseon i został porzucony przez swoich towarzyszy. 400 lat później zakochuje się w aktorce, która wygląda bardzo podobnie do dziewczyny spotkanej 400 lat wcześniej.

## Obsada

### Główna
- Kim Soo-hyun[10][11] jako Do Min-joon – chłodny i zdystansowany do ludzi kosmita, który wraz ze swoimi współbratymcami przybył na ziemię 400 lat wcześniej, ale jako jedyny pozostał na Ziemi. Pokochał dziewczynę z czasów Joseon, za to, że lubiła go takim jaki był. Po tym jak ta dziewczyna uratowała mu życie, poświęcając własne, żyje na Ziemi czekając na okazję na powrót do domu. Żyje samotnie z dala od ludzi do czasu, gdy pewnego dnia spotyka Cheon Song-yi, dziewczynę, która wygląda zupełnie jak ta sprzed 400 lat.
- Jun Ji-hyun[12][13][14] jako Cheon Song-yi / Kim Hyun-soo jako młoda Song-yi – popularna aktorka, pyskata i pewna siebie. Wierzy, że jest w typie każdego mężczyzny, dopóki spotyka swojego małomównego sąsiada, Do Min-joona. Wkrótce jednak zaczyna się w nim zakochiwać i robi wszystko by zwrócić na siebie jego uwagę.
- Park Hae-jin[15] jako Lee Hwi-kyung / Jo Seung-hyun jako młody Hwi-kyung – przyjaciel Song-yi od czasów dzieciństwa, który żywi do niej platoniczną miłość. Wierzy, że pewnego dnia ona również go pokocha i wyjdzie za niego za mąż.
- Yoo In-na[16][17] jako Yoo Se-mi / Kim Hye-won jako młoda Se-mi – przyjaciółka Song-yi z dzieciństwa. Pod swoim słodkim uśmiechem skrywa zazdrość wobec przyjaciółki i cierpi na nieodwzajemnioną miłość ze strony Hwi-kyung od bardzo dawna. Gdy Song-yi popularność spada w wyniku oskarżeń o doprowadzenie innej znanej aktorki do samobójstwa, zyskuje ogromną sławę.

### Bohaterowie drugoplanowi

#### Otoczenie Do Min-joona
- Kim Chang-wan jako Jang Young-mok – prawnik i jedyny przyjaciel Min-joona. Gdy był jeszcze młody Min-joon uratował mu życie gdy ten chciał popełnić samobójstwo, niezamierzenie również wyjawiając mu swój sekret.

#### Otoczenie Cheon Song-yi
- Na Young-hee jako Yang Mi-yeon – matka Song-yi. Kocha pieniądze i jest bardzo rozrzutna.
- Ahn Jae-hyun jako Cheon Yoon-jae / Jeon Jin-seo jako młody Yoon-jae – młodszy brat Song-yi, który pierwotnie nie cierpi sąsiada swojej siostry, ale po jakimś czasie zaczyna go akceptować ponieważ znajdują wspólny język – zainteresowanie astronomią.
- Uhm Hyo-seop jako Cheon Min-goo – ojciec Song-yi.
- Jo Hee-bong jako pan Ahn – szef i właściciel agencji w której pracuje Song-yi.
- Kim Kang-hyun jako Yoon Beom – menadżer Song-yi.
- Kim Bo-mi jako Min-ah – stylistka Song-yi.
- Hong Jin-kyung jako Hong Bok ja – właścicielka sklepu i wypożyczalni komiksów, koleżanka ze szkoły Song-yi. Kiedyś nazywała się Hong Hye In.

#### Otoczenie Lee Hwi-kyunga
- Shin Sung-rok[18] jako Lee Jae-kyung – starszy brat Hwi-kyung, spadkobierca rodzinnej firmy S&C Group. Próbuje uciszyć Song-yi za wszelką cenę, ponieważ ta zna jego sekret.
- Sung Byung-sook jako Hong Eun-ah – matka Hwi-kyunga.
- Lee Jung-gil jako Lee Beom-joong – ojciec Hwi-kyunga, właściciel S&C Group.
- Kim Hae In jako Yang Min Joo – była żona Jae Kyunga.

#### Otoczenie Yoo Se-mi
- Oh Sang-jin jako Yoo Seok – starszy brat Se-mi. Świeżo upieczony prokurator, którego jednym z pierwszych dochodzeń jest sprawa Han Yoo-ry. Podczas dochodzenia poznaje prawdziwą tożsamość Do Min-joona.
- Lee Il-hwa jako Han Sun-young – matka Se-mi.

#### Pozostali
- Kim Hee-won jako Park Byung-hee – detektyw pracujący z Yoo Seokiem nad sprawą Han Yoo-ry. Podczas dochodzenia poznaje prawdziwą tożsamość Do Min-joona.
- Lee Yi-kyung jako Lee Shin – sekretarz Lee Jae-kyunga.
- Jo Se-ho jako Chul-soo – stały bywalec sklepu z komiksami Bok ja.
- Nam Chang-hee jako Hyuk – stały bywalec sklepu z komiksami Bok ja.

### Występy gościnne
- Yoo In-young jako Han Yoo-ra (odcinki 2-4, 12-13)
- Yoo Jun-sang jako pan Yoo (odcinki 2-3)
- Serri jako młoda aktorka 1 (odcinek 3)
- Subin jako młoda aktorka 2 (odcinek 3)
- Jeon In-taek jako ojciec Yi-hwa (odcinek 4)
- Lee Geum-joo jako matka Yi-hwa (odcinek 4)
- Jang Hang-joon jako reżyser (odcinek 4)
- Kim Saeng-min jako reporter na ślubie Noh Seo-young (odcinek 4)
- Park Jeong-ah jako Noh Seo-young (odcinek 4)
- Son Eun-seo jako Hwang Jini (odcinek 4)
- Kim Su-ro jako Lee Hyung-wook (odcinek 5)
- Jung Eun-pyo jako Yoon Sung-dong (odcinek 6) / potomek Yoon Sung-donga (odcinek 12)
- Park Yeong-gyu jako Heo Jun (odcinek 11)
- Bae Suzy jako Go Hye-mi (odcinek 17)
- Yeon Woo-jin jako Lee Han-kyung (odcinek 18)[19] – najstarszy brat w rodzinie Hwi-kyunga
- Ryu Seung-ryong jako Heo Gyun (odcinek 19)
- Sandara Park jako celebrytka (odcinek 21)
- Kim Won-jun jako eskorta Se-mi na czerwonym dywanie (odcinek 21)

## Ścieżka dźwiękowa
Single
| 2013                                           | „My Destiny” (Lyn)                                      | 2  | 2  | - KOR: 1 074 581+ | Part 1  |
| 2014                                           | „Like a star (별처럼)” (K.Will)                         | 5  | 1  | - KOR: 723 530+   | Part 2  |
| 2014                                           | „You From The Stars (별에서 온 그대)” (Younha)          | 15 | 9  | - KOR: 370 797+   | Part 3  |
| 2014                                           | „Goodbye (안녕)” (Hyorin)                               | 1  | 1  | - KOR: 1 161 073+ | Part 4  |
| 2014                                           | „I Love You” (JUST)                                     | 28 | 7  | - KOR: 117 662+   | Part 5  |
| 2014                                           | „Tears fallin' like today (오늘 같은 눈물이)” (Huh Gak) | 2  | 2  | - KOR: 745 484+   | Part 6  |
| 2014                                           | „Every Moment Of You (너의 모든 순간)” (Sung Si-kyung)  | 2  | 2  | - KOR: 1 260 644+ | Part 7  |
| 2014                                           | „In Front Of Your House (너의 집 앞)” (Kim Soo-hyun)    | 4  | 4  | - KOR: 250 655+   | Part 8  |
| 2014                                           | „Promise (약속)” (Kim Soo-hyun)                         | 16 | 13 | - KOR: 125 051+   | Special |
| "—" oznacza, że wydawnictwo nie było notowane. |                                                         |    |    |                   |         |